# Ліберальний інституціоналізм
Ліберальний інституціоналізм (або інституційний лібералізм, або неолібералізм) — це теорія міжнародних відносин, яка стверджує, що міжнародна співпраця між державами є доцільною та сталою, і що така співпраця може зменшити конфлікти та конкуренцію. Неолібералізм — це перероблена версія лібералізму. Поряд з неореалізмом, ліберальний інституціоналізм є одним із двох найвпливовіших сучасних підходів до міжнародних відносин.
На відміну від неореалістичної науки (яка скептично ставиться до перспектив сталої співпраці), ліберальний інституціоналізм стверджує, що співпраця є можливою та сталою. Ліберальні інституціоналісти підкреслюють роль міжнародних інституцій та режимів у сприянні співпраці між державами. У книзі Роберта Когейна «Після гегемонії» 1984 року було використано висновки з нової інституційної економіки, щоб стверджувати, що міжнародна система може залишатися стабільною за відсутності гегемона, тим самим спростовуючи теорію гегемонної стабільності.
Роберт Когейн показав, що міжнародне співробітництво може бути стійким завдяки постійній взаємодії, прозорості та моніторингу. На думку Когейна та інших ліберальних інституціоналістів, інституції сприяють співробітництву за допомогою:
- Зменшення трансакційних витрат[4][6]
- Надання інформації[4][6]
- Збільшення довіри до зобов'язань[4]
- Визначення координаторів для координації[4][6]
- Сприяння принципу взаємності[4]
- Розширення тіні майбутнього[4][7][8]
- Уможливлення взаємозв'язку питань, що підвищує вартість недотримання вимог[9]

## Термінологія
Дехто називає цю школу раціональним функціоналізмом, а не ліберальним інституціоналізмом. Ліберальний інституціоналізм також близький, але не є синонімом теорії режимів та неолібералізму. Роберт Когейн, політолог, який значною мірою відповідає за розвиток ліберального інституціоналізму, вважає свої ідеї частиною інституціоналізму або раціонального інституціоналізму, навіть якщо ці школи не згодні з ним у певних питаннях. Когейн не любить використовувати прикметники «ліберальний» або «неоліберальний» для опису своєї роботи, оскільки він також спирається на реалізм, школу думки, яку часто протиставляють лібералізму. Серед інших значних впливів — теорія гегемоністської стабільності Стівена Краснера та роботи Чарльза П. Кіндлбергера.
Ліберальний інституціоналізм відрізняється від інших поширених теорій міжнародних відносин, таких як реалізм, тим, що він не ігнорує внутрішню політику. Крім того, інституційний лібералізм дотримується ідеї, що демократія і капіталізм створюють системи, які не лише підтримують мир, але й створюють вигідні економічні можливості для тих, хто в них задіяний. Ліберальні інституціоналісти вважають, що демократія природним чином веде до миру, тому що керують багато, а не мало, і тому ті, хто вирішує йти на війну, будуть тими, хто служить. Це різко контрастує з монархіями і диктатурами, які є більш войовничими через те, що на війну йдуть ті, хто не служить. Крім того, ліберальні інституціоналісти захищають капіталізм на міжнародному рівні, оскільки вважають, що якщо дві країни є дружніми, демократичними і капіталістичними, то вони неминуче укладуть взаємовигідні торговельні угоди.

## Роль інституцій
На думку ліберальних інституціоналістів, інституції сприяють співпраці шляхом:
- Зменшення трансакційних витрат[4][6]
- Надання інформації[4][6]
- Збільшення довіри до зобов'язань[4]
- Визначення координаторів для координації[4][6]
- Сприяння принципу взаємності[4]
- Розширення тіні майбутнього[4][7][8]
- Уможливлення взаємозв'язку питань, що підвищує вартість недотримання вимог[9]

Критики ліберального інституціоналізму стверджують, що інститути не долають силову політику; скоріше, інститути відображають силову політику. Реаліст Джозеф Гріко стверджує, що ліберальний інституціоналістичний аналіз не враховує, що держави переслідують відносні вигоди (а не абсолютні), і що інституціоналістичний аналіз, який зосереджується на питанні «шахрайства», ігнорує, що проблема відносних вигод є ключовою для того, щоб пояснити, чому, на думку реалістів, міжнародна співпраця зазнає невдачі. Критики також стверджують, що незрозуміло, чи мають інституції незалежний вплив на співпрацю, чи вони відображають те, що члени вже готові співпрацювати і дотримуватися вимог. Інші критики стверджують, що ліберальні інституціоналісти недооцінюють примусові повноваження інституцій: інституції часто створюються слабкими, щоб залучити більше членів, і вони, як правило, особливо слабкі в питаннях, пов'язаних з безпекою, а не з економікою.
Використовуючи логіку історичного інституціоналізму, Джон Ікенберрі стверджує, що інституції можуть бути дуже стійкими, оскільки
- Вони посилюють очікування щодо майбутньої поведінки
- Вони створюють коаліції, процедури та зв'язки між акторами, що створює стимули для безперервності
- Вони призводять до побічних ефектів, оскільки інші форми співпраці будуються навколо існуючих інституцій
- Високі стартові витрати заважають акторам створювати інституції-конкуренти
- Ефекти навчання створюють стимули для акторів дотримуватися існуючих інституцій.[21]

## Суперечки

### Когейн та Най
Роберт О. Когейнн та Джозеф С. Най, у відповідь на неореалізм, розробляють протилежну теорію, яку вони називають «Складною взаємозалежністю». Роберт Когейн та Джозеф Най пояснюють: «…складна взаємозалежність іноді ближча до реальності, ніж реалізм». Пояснюючи це, Когейн та Най розглядають три припущення реалістичної думки: по-перше, держави є цілісними одиницями та домінуючими суб'єктами в міжнародних відносинах; по-друге, сила є корисним та ефективним інструментом політики; і, нарешті, припущення про існування ієрархії в міжнародній політиці.
Суть аргументу Когейна та Ная полягає в тому, що в міжнародній політиці існує безліч каналів, які пов'язують суспільства, що виходять за рамки традиційної Вестфальської системи міжнародних відносин. Це проявляється у багатьох формах — від неформальних урядових зв'язків до багатонаціональних корпорацій та організацій. Тут вони визначають свою термінологію: міждержавні відносини — це ті канали, які припускають реалісти; транскордонні відносини виникають, коли послаблюється реалістичне припущення, що держави діють узгоджено як одиниці; транснаціональні застосовуються, коли знімається припущення, що держави є єдиними одиницями. Саме через ці канали відбувається політичний обмін, а не через обмежений міждержавний канал, на якому наполягають реалісти.
По-друге, Когейн та Най стверджують, що насправді не існує ієрархії між питаннями, а це означає, що не тільки військова складова зовнішньої політики не є головним інструментом, за допомогою якого держава реалізує свій порядок денний, але що існує безліч різних порядків денних, які виходять на перший план. У цьому випадку межа між внутрішньою і зовнішньою політикою стає розмитою, оскільки в реальності не існує чіткого порядку денного в міждержавних відносинах.
Нарешті, застосування військової сили не здійснюється, коли переважає складна взаємозалежність. Розвивається ідея, що між країнами, в яких існує складна взаємозалежність, роль військових у вирішенні суперечок зводиться нанівець. Однак Когейн та Най продовжують стверджувати, що роль військових насправді важлива в «політичних і військових відносинах альянсу з конкуруючим блоком».

### Лебоу
Річард Нед Лебоу стверджує, що провал неореалізму полягає в його «інституціоналістській» онтології, тоді як неореалістичний мислитель Кеннет Вальц стверджує: «творці [системи] стають породженнями ринку, який породила їхня діяльність». Цей критичний провал, на думку Лебоу, пов'язаний з нездатністю реалістів «вирватися зі скрутного становища анархії». Або, радше, з припущенням, що держави не адаптуються та реагуватимуть подібним чином на подібні обмеження та можливості.

### Міршаймер
Норман Енджелл, класичний ліберал Лондонської школи економіки, вважав: «Ми не можемо забезпечити стабільність існуючої системи за рахунок політичної чи військової переваги нашої нації чи альянсу, нав'язуючи свою волю супернику».
Кеохан та Ліза Л. Мартін висвітлювали ці ідеї в середині 1990-х років у відповідь на працю Джона Дж. Міршаймера «Хибна обіцянка міжнародних інституцій», де Міршаймер стверджує, що «інституції не можуть змусити держави перестати поводитися як короткострокові максимізатори влади». Фактично, стаття Міршаймера є прямою відповіддю на ліберально-інституціоналістський рух, створений у відповідь на неореалізм. Центральним моментом ідеї Когейна та Мартіна є те, що неореалізм наполягає на тому, що «інституції мають лише незначний вплив… [що] залишає [неореалізм] без правдоподібного пояснення інвестицій, які держави зробили в такі міжнародні інституції, як ЄС, НАТО, ГАТТ та регіональні торговельні організації». Ця ідея узгоджується з поняттям складної взаємозалежності. Більше того, Когейн і Мартін стверджують, що той факт, що міжнародні інституції створюються у відповідь на інтереси держав, полягає в тому, що справжнє емпіричне питання полягає в тому, щоб «знати, як відрізнити вплив основних умов від впливу самих інституцій». Дебати між інституціоналістами та Міршаймером стосуються того, чи мають інституції незалежний вплив на поведінку держави, чи вони відображають інтереси великих держав, які ці держави використовують для просування своїх відповідних інтересів.
Міршаймер цікавиться «внутрішньоспрямованими» інституціями, які, як він стверджує, «прагнуть до миру, впливаючи на поведінку держав-членів». При цьому він відкидає аргумент Когейна та Мартіна щодо НАТО на користь прикладу Європейського співтовариства і Міжнародного енергетичного агентства. На думку Міршаймера, НАТО — це альянс, який зацікавлений у «зовнішній державі або коаліції держав, яку альянс прагне стримати, примусити або перемогти у війні». Міршаймер вважає, що оскільки НАТО — це альянс, він має особливі інтереси. Він погоджується з думкою Когейна і Мартіна, але, як стверджує Міршаймер, «тією мірою, якою альянси сприяють миру, вони роблять це шляхом стримування, що є прямолінійною реалістичною поведінкою». По суті, Міршаймер вважає, що Когейн і Мартін «змінюють умови дебатів і висувають реалістичні претензії під виглядом інституціоналізму».
Міршаймер критикує аргумент Мартіна про те, що Європейське співтовариство (ЄС) покращує перспективи співпраці, особливо у випадку з санкціями Великої Британії проти Аргентини під час Фолклендської війни, коли вона змогла забезпечити співпрацю інших європейських держав, пов'язавши питання, що розглядалися, з ЄС. Міршаймер стверджує, що Сполучені Штати не були членом ЄС, але США і Великобританія змогли співпрацювати щодо санкцій, створивши спеціальний альянс, який спричинив зміни. «…Ув'язка питань була звичайною практикою у світовій політиці задовго до того, як на сцену вийшли інституції; більше того, Британія та інші європейські держави могли використати іншу дипломатичну тактику для розв'язання проблеми. Зрештою, Британії та Америці вдалося співпрацювати щодо санкцій, навіть якщо Сполучені Штати не були членом ЄС».